# ドルリー・レーン (ロンドン)

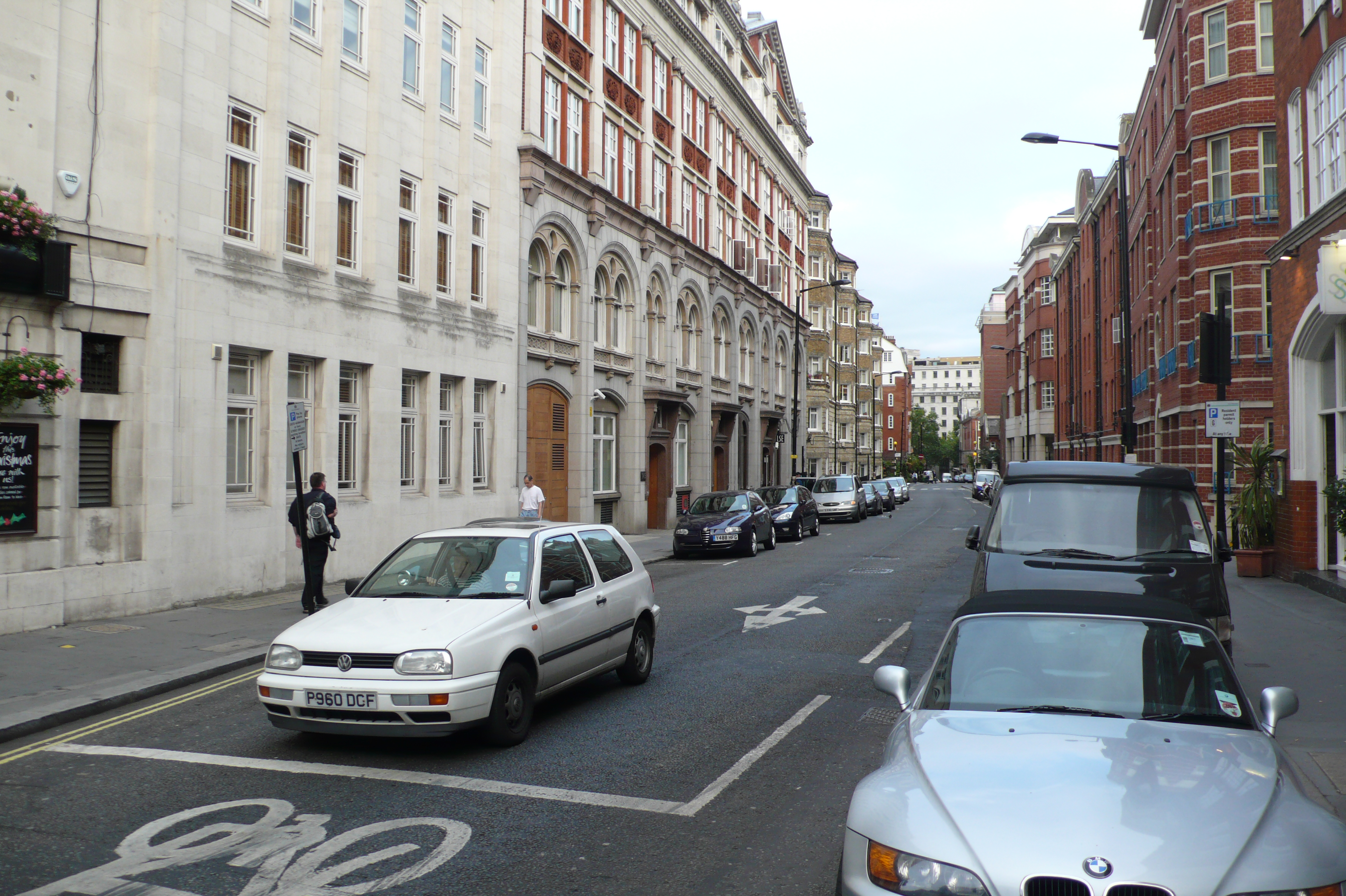
ロング・エーカー通りからオールドウィッチ方向を南向きに眺めたドルリー・レーン。

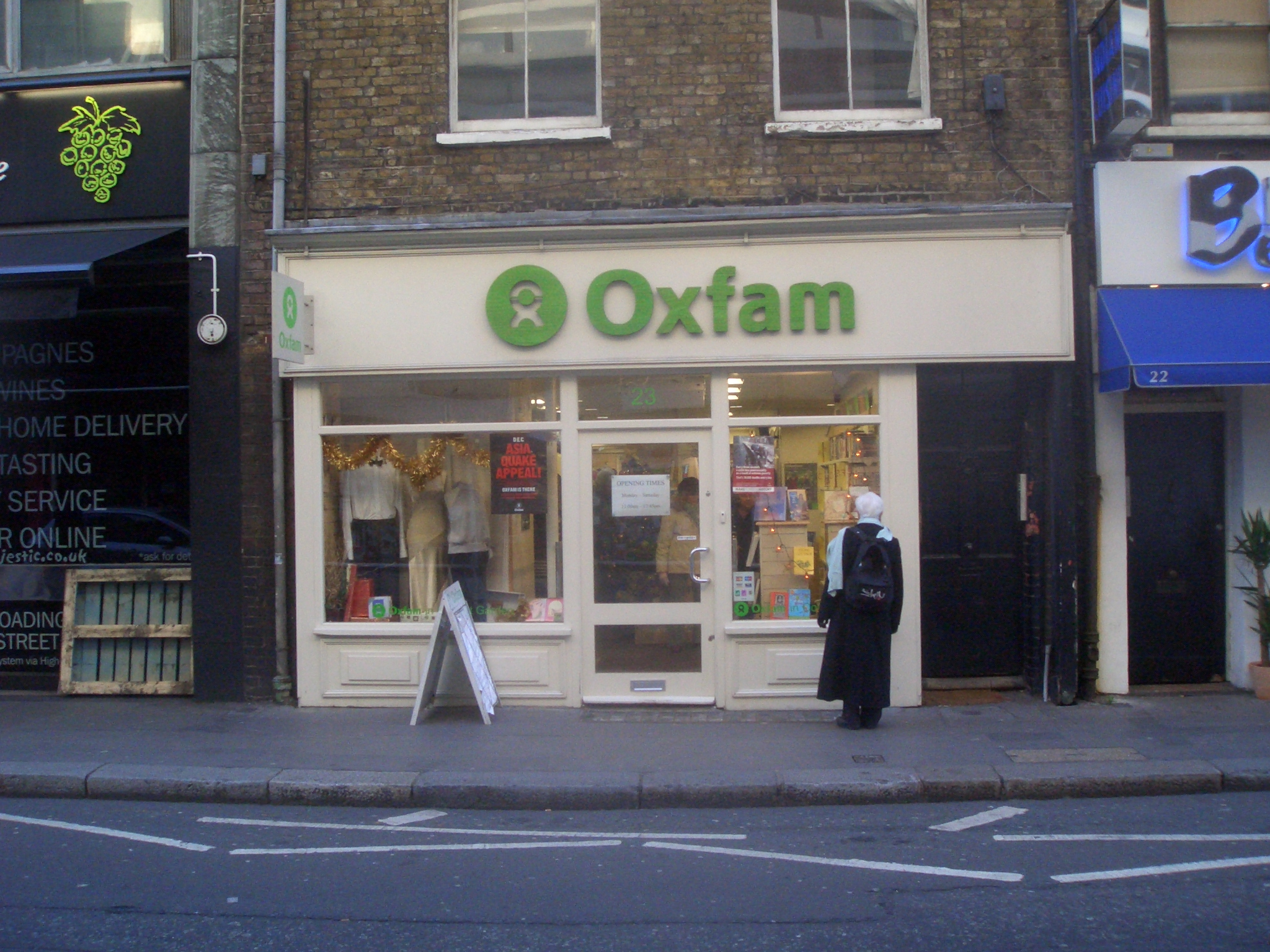
ドルリー・レーンにあるオックスファムの店。

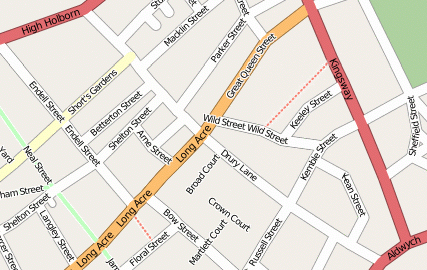
ドルリー・レーン周辺の街路。

ドゥルーリー・レーン（Drury Lane）は、ロンドンのコヴェント・ガーデン地区の東の境界を成している通りで、オールドウィッチとハイ・ホーボーンの間に伸びている街路。北側はカムデン・ロンドン特別区に、南側はシティ・オブ・ウェストミンスターに入る。

## 概要
この通りは、19世紀後半にオールドウィッチ通りとして再開発されたウィッチ・ストリートの西端から始まる。そして、エリザベス1世の時代にガーター騎士団の一員であったサー・ウィリアム・ドルリーが建てた家へと向かっていく。正面に馬車置き場、背後に庭園を備えたドルリー・ハウスは、女王の寵臣であったエセックス伯による、失敗に終わった謀反の陰謀の現場であった。17世紀には、クレイヴン伯のロンドンの邸宅となり、その後はボヘミア王妃エリザベス・ステュアートを看板にしたパブとなっていた。しかし、18世紀になるとドゥルーリー・レーンはロンドンでも最悪のスラムと化し、もっぱら売春と、ジン酒場の通りになっていた。一帯は最終的にはキングスウェイとオールドウィッチの開発に場所を空けるため、結局のところ一掃された。
この通りの名前は、しばしば当地にあるシアター・ロイヤルのことを指して用いられるが、現在の建物になる前の17世紀から、この場所には劇場が存在していた。ドゥルーリー・レーンにはニュー・ロンドン・シアターも立地している。
ドゥルーリー・レーンの通りには、マフィン売りの男が住んでいる、とよく知られた童謡(ナーサリー・ライム)に歌われている。

"Do you know the Muffin Man?

The Muffin Man, the Muffin Man.

Do you know the Muffin Man,

Who lives in Drury Lane?"

マフィン売りを知ってるかい?

マフィン売り、マフィン売り

マフィン売りを知ってるかい?

ドルリー・レーンに住んでいる

ドゥルーリー・レーン173番地には、今日ではイギリス最大の小売業者となっているセインズベリーの最初の小売店があった。この店は1869年に開店していた。